# Judecător sindic
Judecătorul sindic este judecătorul care pronunță și judecă hotărârea de deschidere a procedurii de insolvență.
Atribuțiile judecătorului-sindic sunt limitate la controlul judecătoresc al activității administratorului judiciar și/sau al lichidatorului și la procesele și cererile de natură judiciară aferente procedurii insolvenței.